# Episodi di In the Flesh (prima stagione)
La prima stagione della serie televisiva In the Flesh, composta da tre episodi, è stata trasmessa sui canali britannici BBC Three e BBC HD dal 17 al 31 marzo 2013.
In Italia la stagione è inedita.
| nº | Titolo originale | Titolo italiano | Prima TV UK   | Prima TV Italia |
| -- | ---------------- | --------------- | ------------- | --------------- |
| 1  | Episode 1        |                 | 17 marzo 2013 |                 |
| 2  | Episode 2        |                 | 24 marzo 2013 |                 |
| 3  | Episode 3        |                 | 31 marzo 2013 |                 |

## Episode 1

Luke Newberry in una scena del primo episodio.

- Diretto da: Jonny Campbell
- Scritto da: Dominic Mitchell

### Trama
Kieren Walker, dopo essere stato uno dei migliaia di individui affetti dalla Sindrome da Decesso Parziale (PDS), torna a casa a Roarton, a seguito di una lunga riabilitazione finanziata dal governo, il quale ha stabilito un programma di accoglienza e tolleranza. Tuttavia gran parte delle persone continua a non fidarsi degli affetti da PDS, in particolare alcuni gruppi di vigilanza che non hanno smesso di essere operativi, come l'HVF, Forza armata Umana Volontaria. I membri dell'HVF sono ritenuti degli eroi per aver protetto i cittadini durante il Risveglio. Il loro leader, Bill Macey, continua il suo operato in maniera dura e spietata, a tal punto da arrivare a vere e proprie incursioni in casa di chiunque sia sospettato di proteggere un non-morto, come avviene con Ken, la cui moglie appena riabilitata viene fatta uscire di casa e freddata con un colpo di fucile in strada. Presto, però, Bill dovrà scontrarsi con la notizia del ritorno del figlio Rick, morto in guerra in Afghanistan.

## Episode 2
- Diretto da: Jonny Campbell
- Scritto da: Dominic Mitchell

### Trama
Kieren si sente intrappolato in casa, così decide di uscire di nascosto e si dirige alla sua tomba, dove incontra Amy Dyer, anche lei da poco riabilitata. I due si riconoscono come compagni di caccia durante il Risveglio. La ragazza convince Kieren ad andare al Luna Park dove viene riconosciuto da alcune persone; scappato a casa scopre che Rick, il suo ex migliore amico ed, a quanto pare, il suo interesse romantico, precedentemente morto in Afghanistan, è tornato in città a seguito della riabilitazione. Così, assieme ad Amy, Kieren decide di far visita a Rick al pub dove era solito andare. Dopo un'imbarazzante riunione, Kieren si ritrova con Rick e la squadra degli HFV nei boschi, per dare la caccia sfrenata a due non-morti rabbiosi che si aggirano liberi. Rick rifiuta il suo stato e si comporta come se non fosse mai stato affetto da PDS, anche per compiacere il padre, e non esita quindi all'ordine di sparare ai due. Vedendo che i due non-morti sono padre e figlia rifugiati in una grotta, Kieren decide di proteggerli e, facendo leva su Rick, convince i membri dell'HVF a intervenire con le reti per portare i due in un centro di riabilitazione.

## Episode 3
- Diretto da: Jonny Campbell
- Scritto da: Dominic Mitchell

### Trama
Kieren si trova al supermercato di Roarton, dove era solito cacciare con Amy durante il Risveglio, e ricorda all'improvviso dell'incontro che ebbe con sua sorella Jem, la quale lo trovò mentre banchettava con il corpo di una ragazza e non lo uccise, risparmiandogli così la vita. Amy, non sentendosi accettata, decide di lasciare Roarton per partire alla ricerca del Profeta Non-morto, il quale cerca adepti mostrandosi in rete e spacciando Oblio Blu (una droga assunta dagli affetti da PDS in grado di vanificare l'effetto delle cure). Amy propone a Kieren di seguirla, ma il ragazzo non la segue per restare con la famiglia. Bill si rifiuta di accettare il figlio Rick per quello che è diventato, decide così di trattarlo come un essere umano a tutti gli effetti, arrivando a obbligarlo di uccidere Kieren, ma i sentimenti che Rick nutre nei confronti del suo amico lo fanno esitare. La sua disobbedienza, unita alle prediche di padre Oddie che sostiene l'arrivo di un secondo Risveglio che porterà in vita le persone giuste, porta Bill a uccidere suo figlio. Kieren, trovando Rick assassinato, entra in casa Macey e inizia un'accesa discussione con Bill, causando la rabbia della moglie Janet, la quale in preda alla furia procura delle ferite al marito con lo stesso coltello con cui questo ha ucciso Rick; Bill sta uscendo di casa in lacrime sconvolto da ciò che ha fatto, quando Ken gli spara in pieno petto col fucile, vendicandosi così della moglie. Kieren, sconvolto, si rifugia nella grotta dove era solito appartarsi con Rick quando erano vivi, e viene poco dopo ritrovato e consolato dalla madre. Tornato a casa si riconcilia con il padre, che proprio in quella grotta lo trovò morto suicida. Infine, Kieren partecipa al funerale di Rick e Bill, portando la bara dell'amico.